# Eurylaime de Hose
Calyptomena hosii
Espèce
Statut de conservation UICN

 NT  : Quasi menacé
L'Eurylaime de Hose (Calyptomena hosii) est une espèce de passereaux appartenant à la famille des Calyptomenidae.